# Ian McDiarmid
Ian McDiarmid (født 11. august 1944) er en skotsk skuespiller, der blandt andet er kendt for sin rolle som Palpatine fra Star Wars-filmene.

## Udvalgt filmografi
- Star Wars Episode VI: Jediridderen vender tilbage (1983)
- Sleepy Hollow (1999)
- Star Wars Episode I: Den usynlige fjende (1999)
- Star Wars Episode II: Klonernes angreb (2002)
- Star Wars Episode III: Sith-fyrsternes hævn (2005)
- Star Wars Episode IX: The rise of skywalker (2019)